# SN 2001H
SN 2001H – supernowa typu II odkryta 10 stycznia 2001 roku w galaktyce M-01-10-19. W momencie odkrycia miała maksymalną jasność 17,50m.